# Camponotus selene
Camponotus selene är en myrart som först beskrevs av Carlo Emery 1889.  Camponotus selene ingår i släktet hästmyror, och familjen myror.

## Underarter
Arten delas in i följande underarter:
- C. s. obtusatus
- C. s. selene